# FK Mladost Lučani
El Fudbalski klub Mladost Lučani es un club de fútbol serbio de la ciudad de Lučani. Fue fundado en 1952 y juega en la Superliga de Serbia.

## Palmarés
- Yugoslav Third League East: 1

1988–89
- Second League of FR Yugoslavia: 2

1994–95, 2000–01 (Grupo Oeste)
- Serbian First League: 2

2006–07, 2013–14

## Participación en competiciones de la UEFA
| Temporada | Torneo             | Ronda             | Club           | Casa | Visita | Global |
| --------- | ------------------ | ----------------- | -------------- | ---- | ------ | ------ |
| 2017/18   | UEFA Europa League | 1ª Clasificatoria | Inter Baku PIK | 0-3  | 0-2    | 0-5    |